# Nice Peter
Peter Alexis Shukoff (nacido el 15 de agosto de 1979), conocido artísticamente como Nice Peter  o Bluesocks, es un comediante, músico y celebridad de Internet estadounidense. Se describe a sí mismo como "Comic/Guitar Hero", es conocido por la comedia en su canal de YouTube, NicePeter, y especialmente por la serie cómica Epic Rap Battles of History (junto con EpicLLOYD). Hasta el 8 de junio de 2016, NicePeter tiene más de 2.6 millones de suscriptores de YouTube. Un día después de alcanzar el millón de suscriptores, el canal de videojuegos G4 coronó a Nice Peter the King of Dot Comedy en Attack of the Show . Sus dos canales, Nice Peter y Epic Rap Battles (ERB), tienen un total de más de 17 millones de suscriptores y 4 mil millones de visitas en febrero de 2019. También tiene un tercer canal que usa para vlogs y "Monday Shows", un programa que sube los lunes o martes y consta de diferentes segmentos que incluyen "Viewer Mail", "Twitter Question Time" y "Ask a Giraffe". Han aparecido en el Huffington Post, Billboard.com y en la edición de enero de 2012 de Wired . Una entrevista con Forbes detalla el ascenso a la fama de Peter y su socio Lloyd Ahlquist.

## Biografía y carrera
Shukoff nació en Rochester, Nueva York de padre ruso y madre estadounidense. Tiene 2 hermanas. Cuando era niño, Shukoff solía bailar irlandés para su clase. Shukoff se graduó de la Escuela de Artes en 1997 y asistió a la Universidad Estatal de Fredonia, donde se especializó en educación e historia. Originalmente planeó convertirse en maestro, pero el plan no funcionó. Más tarde se convirtió en mago de fiestas de cumpleaños. Shukoff aprendió a tocar la guitarra antes de terminar la escuela, pero pasó un tiempo siguiendo una carrera de comedia.  Una vez establecido en Chicago, comenzó a tocar en vivo en bares de Chicago, el medio oeste de Estados Unidos y el Reino Unido. También adoptó a un perro rescatado de un refugio de animales al que llamó Charlie. Nice Peter tuiteó el 1 de marzo de 2018 que se había casado.
Epic Rap Battles of History se interrumpió después de que Shukoff anunciara que se había convertido en padre. La pausa duró poco menos de un año hasta que la serie regresó el 7 de diciembre de 2018 y se lanzó un nuevo episodio por primera vez en casi dos años.

## Carrera

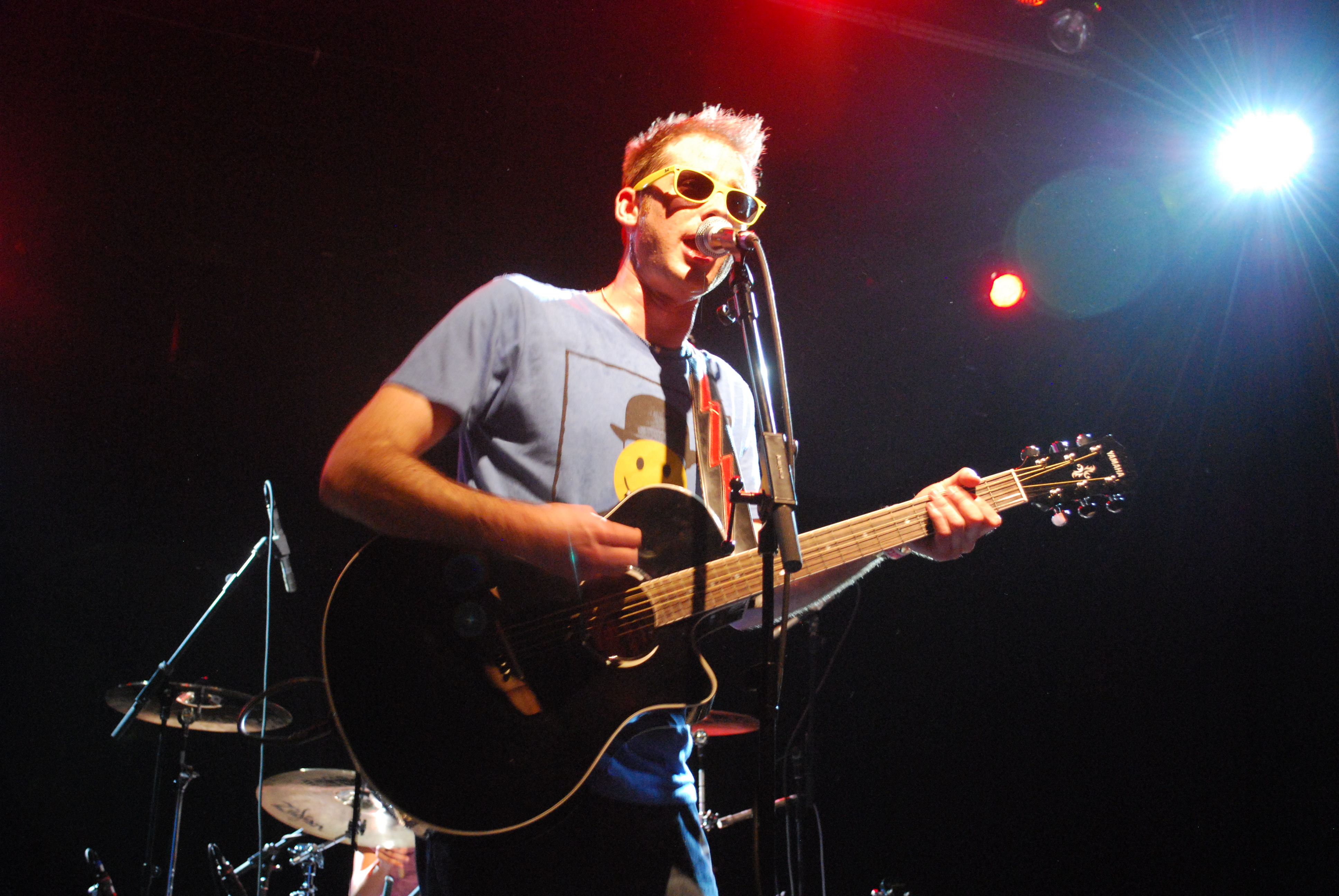
Nice Peter actuando en el DigiTour 2011.

Epic Rap Battles of History es una serie de videos musicales cómicos creada por Peter Shukoff y Lloyd Ahlquist. Ahlquist y Shukoff se conocieron en una fiesta en una casa en Chicago organizada por un grupo de improvisación del que Ahlquist formaba parte. La serie presenta figuras históricas y populares de ficción y de la vida real que luchan entre sí a través del rap . Las batallas han incluido " Darth Vader vs. Adolf Hitler "," Abraham Lincoln vs. Chuck Norris "y" Miley Cyrus vs. Juana de Arco ". Algunos episodios usan personajes que son ficticios, ya sean personajes de televisión o películas, como se ve en " Rick Grimes vs. Walter White ". Otros usan personajes de cómics, como se ve en " Goku vs. Superman ". Los episodios suelen consistir en Nice Peter y EpicLLOYD rapeándose entre sí en el personaje, pero a veces cuentan con estrellas invitadas además o en reemplazo de Shukoff y Ahlquist. De vez en cuando, la pareja aparece en papeles de fondo que no hablan, como en los episodios "Cleopatra vs. Marilyn Monroe "," Gandhi vs. Martin Luther King Jr "," Miley Cyrus vs. Juana de Arco "y" Michael Jordan vs. Muhammad Ali ". Shukoff y Ahlquist también contribuyeron con una batalla de rap a la película The SpongeBob Movie: Sponge Out of Water y la interpretaron con Matt Berry . Shukoff también hizo un cameo como surfista en la película.

## Vida personal
Shukoff anunció que se había casado en 2017. Tiene 2 hijos, una hija nacida en 2018 y un hijo nacido en 2020. Viven en Culver City, California .

## Premios y nominaciones
| Año  | Exposición de premios | Categoría              | Resultado | Destinatario (s)                                            |
| ---- | --------------------- | ---------------------- | --------- | ----------------------------------------------------------- |
| 2013 | 3er Premios Streamy   | Mejor guion: comedia   |           | Peter Shukoff, Lloyd Ahlquist                               |
| 2013 | 3er Premios Streamy   | Mejor músico online    |           | Peter Shukoff                                               |
| 2013 | 3er Premios Streamy   | Mejor Canción Original |           | Peter Shukoff, Lloyd Ahlquist ( Steve Jobs vs. Bill Gates ) |

## Discografía

### B-Sides for Kate
1. All I Got (the Christmas Song)
2. I'm Just a Man
3. High With Pauly
4. My Favorite Bar
5. Chuck Norris
6. Spanglish (unreleased full band recording)
7. Sarah Palin

### Live in Preston
1. Intro
2. Smoke That Weed
3. Daniel the Boyfriend
4. Knickers
5. The Redwings
6. 50 Cent is a Pussy
7. F$%k London
8. Spanglish
9. Cover Bands
10. Tru Gangster
11. Chavs
12. If You Really Love Me
13. White Trash Woman
14. My Right Hand
15. The Bush Song
16. Mystery of the Clitoris
17. I Quit, You Fat Mother F$%cker

### Songs about people
1. I Fell Asleep on her Boobs
2. Bald Guy
3. Cell Phones
4. Put Your Coat On
5. Cover Bands
6. Jennifer
7. Porn Star
8. Friends
9. Hard To Stay
10. Radical Muslim Penpal
11. Sugar Momma
12. The Masterpiece Part II (bonus)
13. Superman Socks

### Songs For Moms
1. The Bush Song
2. Spanglish
3. Tru Gangster
4. I Quit, You Fat Mother F$%cker
5. My Right Hand
6. If You Really Love Me
7. Old and Fat Together
8. Popsi
9. Make Up Sex
10. Smoke That Weed

### Suburban Highschool
1. White Trash Woman
2. Suburban Highschool
3. F**k Guitar Center
4. Snufulupugus
5. 50 Cent is a Pussy
6. You Shouldn't Have Pissed Me Off
7. STD Test
8. It's Time to be Gay
9. The Masterpiece
10. Mystery of the C**t
11. Dude, I'm So High

## Filmografía
| Año           | Título                               | Papel                             | Notas     |
| ------------- | ------------------------------------ | --------------------------------- | --------- |
| 2010-presente | Epic Rap Battles of History          | varios roles                      | serie web |
| 2015          | Bob Esponja: Un héroe fuera del agua | Amigo surfista, Painty the Pirate |           |